# Lucio Giulio Iullo (tribuno consolare 401 a.C.)
Lucio Giulio Iullo (fl. V-IV secolo a.C.) è stato un politico e militare romano.

## Primo tribunato consolare
Nel 401 a.C. fu eletto tribuno consolare con Lucio Valerio Potito, Marco Furio Camillo, Manio Emilio Mamercino, Gneo Cornelio Cosso e Cesone Fabio Ambusto.
Durante l'anno la città fu percorsa da grandi polemiche, alimentate dai tribuni della plebe per la cattiva conduzione della guerra, con il grave rovescio subito dai romani nell'assedio di Veio causata dai dissidi sorti tra i due tribuni consolari Manio Sergio Fidenate e Lucio Verginio Tricosto Esquilino, per la decisione di mantenere i soldati in servizio anche durante l'inverno per sostenere l'assedio di Veio (quando il normale periodo di leva durava dalla primavera all'estate), e per la necessità di nuovi tributi per sostenere le spese di guerra (era stato deciso che i soldati sarebbero stati pagati dallo Stato per il periodo che prestavano il servizio militare).
(Tito Livio, "Ab Urbe Condita", V, 12.)
Alla fine i Tribuni della plebe portarono in giudizio Sergio Fidenate e Lucio Verginio, per la pessima conduzione della guerra; i due furono condanni ad una pena pecuniaria di 10.000 assi pesanti.
Sul fronte militare i romani riconquistarono le posizioni perse l'anno precedente a Veio, mentre Anxur fu posta sotto assedio dai soldati guidati da Valerio Potito.

## Secondo tribunato consolare
Nel 397 a.C. fu eletto tribuno consolare con Lucio Furio Medullino, Lucio Sergio Fidenate, Aulo Postumio Albino Regillense, Publio Cornelio Maluginense e Aulo Manlio Vulsone Capitolino.
Anche per quell'anno i romani continuarono l'assedio di Veio, dovendo in più sopportare l'attacco dei Volsci alla guarnigione attestata ad Anxur, e quello degli Equi alla colonia di Labico.
In questo già difficile contesto si inserirono le razzie dei tarquiniesi, che pensavano di poter sfruttare la difficile situazione in cui versava Roma, senza doverne subire le rappresaglie, che invece furono organizzate da Aulo Postumio e Lucio Giulio, che sorpresero i razziatori a Cere, riuscendo così a riportare a Roma quanto sottratto dagli etruschi.
Gli ambasciatori inviati ad interrogare l'oracolo di Delfi, tornarono con il responso richiesto:
(Tito Livio, "Ab Urbe Condita", V, 2, 16.)
Il rimedio per ripristinare i riti negletti, comportò la rinuncia dei tribuni alla carica per il resto del mandato, cui seguirono tre interregni, prima dell'elezione dei nuovi tribuni consolari.